# Bengt Hennings 95
Bengt Hennings 95 är en musikalbum som innehåller fem låtar med dansbandet Bengt Hennings. Albumet utkom, som titeln antyder, 1995.

## Låtlista
- Vi går en liten stund här på jorden av Martin Klaman och Keith Almgren
- Paradize (Ticket to heaven) av Mark Knopfler- R.Ask
- Jag ska aldrig glömma dina ögon av Paul Sahlin
- Bara den som vågar av K. Malmborg och H. Siden
- En vanlig lördagskväll av T. Edström